# Rasa Leleivytė
Rasa Leleivytė (Vilnius, 22 juli 1988) is een professioneel wielrenster uit Litouwen. 

## Carrière
Ze werd in 2006 wereldkampioene op de weg bij de junioren. In 2008 werd ze Europese kampioene op de weg bij de beloften. In 2007, 2009 en 2011 werd ze Litouws kampioene op de weg bij de elite. Ze won brons in de wegwedstrijd van het Europees kampioenschap 2021 in Trente.
Op 18 juli 2012 maakte de UCI bekend dat Leleivytė bij een out-of-competition-controle op 12 juni was betrapt op het gebruik van het verboden middel epo. Daardoor moest ze de Olympische Zomerspelen 2012 in Londen aan zich voorbij laten gaan. Ze werd voor twee jaar geschorst, tot juli 2014. In 2015 keerde ze terug in competitie bij haar oude ploeg Aromitalia Vaiano.

## Erelijst
2005

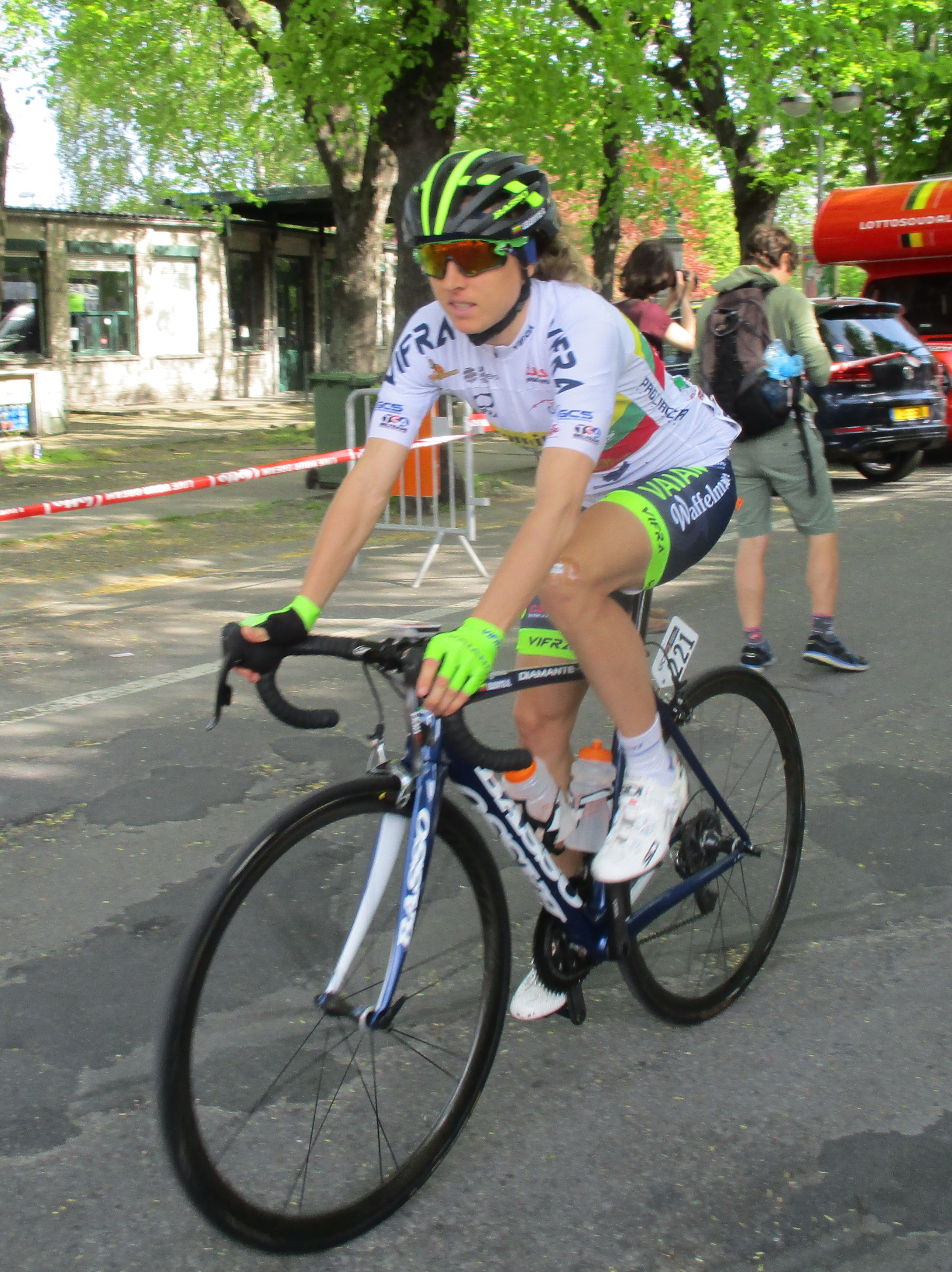
In de kampioenstrui in de Waalse Pijl 2019

 Wereldkampioenschap op de weg, Junioren
2006
 Wereldkampioen op de weg, Junioren
2007
 Litouws kampioen op de weg, Elite
 Europees kampioenschap op de weg, Beloften
2008
 Europees kampioen op de weg, Beloften
Giro del Valdarno
2009
 Litouws kampioen op de weg, Elite
4e in Europees kampioenschap op de weg, Beloften
2010
1e etappe Ladies Tour of Qatar
GP Città di Cornaredo
3e etappe Trophée d'Or Féminin
2011
GP Città di Cornaredo
 Litouws kampioen op de weg, Elite
2012
5e in Litouwse kampioenschap, wegwedstrijd, Elite
2016
2e in 1e etappe Giro della Toscana
3e in 1e etappe Giro Rosa
3e in 1e etappe Ronde van Polen
4e in Giro dell'Emilia
5e in Europees kampioenschap op de weg, Elite
2017
2e in Giro dell'Emilia
2e in GP della Liberazione
2018
 Litouws kampioen op de weg, Elite
2e in La Classique Morbihan
3e in GP della Liberazione
2021
 Europees kampioenschap op de weg
2022
 Litouws kampioen op de weg, Elite
2023
2e etappe Ronde van Toscane
2024
1e en 3e etappe Ronde van Toscane
Puntenklassement Ronde van Toscane

### Resultaten in voornaamste wedstrijden
| Jaar | Ronde van Italië | Ronde van Frankrijk | Ronde van Spanje |
| ---- | ---------------- | ------------------- | ---------------- |
| 2006 |                  |                     |                  |
| 2007 |                  |                     |                  |
| 2008 |                  |                     |                  |
| 2009 |                  |                     |                  |
| 2010 |                  |                     |                  |
| 2011 |                  |                     |                  |
| 2012 |                  |                     |                  |
| 2013 |                  |                     |                  |
| 2014 |                  |                     |                  |
| 2015 |                  |                     |                  |
| 2016 |                  |                     |                  |
| 2017 |                  |                     |                  |
| 2018 |                  |                     |                  |
| 2019 |                  |                     |                  |
| 2020 |                  |                     |                  |
| 2021 |                  |                     |                  |
| 2022 |                  |                     |                  |
| 2023 |                  |                     |                  |
| 2024 |                  |                     |                  |
| 2025 | 107e             |                     |                  |

| Jaar | Milaan-San Remo | Gent-Wevelgem | Ronde van Vlaanderen | Amstel Gold Race | Luik-Bast.‑Luik | Strade Bianche | Trofeo Alfredo Binda | Ronde van Emilia |  | WK op de weg |
| ---- | --------------- | ------------- | -------------------- | ---------------- | --------------- | -------------- | -------------------- | ---------------- |  | ------------ |
| 2006 |                 |               | 73e                  |                  |                 |                |                      |                  |  |              |
| 2007 |                 |               | 67e                  |                  |                 |                |                      |                  |  | 78e          |
| 2008 |                 |               | 48e                  |                  |                 |                | opgave               |                  |  | 81e          |
| 2009 |                 |               | 55e                  |                  |                 |                |                      |                  |  | 32e          |
| 2010 |                 |               | 22e                  |                  |                 |                |                      |                  |  | 8e           |
| 2011 |                 |               | 40e                  |                  |                 |                | 36e                  |                  |  | 9e           |
| 2012 |                 |               | 19e                  |                  |                 |                | 26e                  |                  |  |              |
| 2015 |                 |               | 33e                  |                  |                 | 24e            | 49e                  | 24e              |  | 35e          |
| 2016 |                 |               | 38e                  |                  |                 | 31e            | 22e                  | 4e               |  | 19e          |
| 2017 |                 |               | 7e                   |                  |                 | 29e            | 12e                  | ↑                |  | 16e          |
| 2018 |                 | 67e           | opgave               | 72e              |                 | opgave         | 62e                  | ↑                |  | 11e          |
| 2019 |                 | 26e           | 25e                  |                  | opgave          | 27e            | 16e                  | 4e               |  | 83e          |
| 2020 |                 |               |                      |                  | opgave          | 11e            |                      | ↑                |  | 16e          |
| 2021 |                 |               | 92e                  |                  |                 | 62e            | 50e                  | 4e               |  | 54e          |
| 2022 |                 |               |                      |                  |                 | opgave         | 64e                  | 8e               |  | 59e          |
| 2023 |                 |               |                      |                  |                 | buit.tijd      | opgave               | 29e              |  | 71e          |
| 2024 |                 |               |                      |                  |                 | opgave         | opgave               |                  |  | opgave       |
| 2025 | 94e             |               |                      | 101e             |                 | opgave         | 76e                  |                  |  |              |

## Ploegen
- 2008 —  S.C. Michela Fanini Rox
- 2009 —  Safi-Pasta Zara-Titanedi
- 2010 —  Safi-Pasta Zara
- 2011 —  Vaiano-Solaristech
- 2012 —  Vaiano Tepso
- 2015 —  Aromitalia Vaiano
- 2016 —  Aromitalia Vaiano
- 2017 —  Aromitalia Vaiano
- 2018 —  Aromitalia Vaiano
- 2019 —  Aromitalia Vaiano
- 2020 —  Aromitalia Vaiano
- 2021 —  Aromitalia-Basso Bikes-Vaiano
- 2022 —  Aromitalia-Basso Bikes-Vaiano
- 2023 —  Aromitalia-Basso Bikes-Vaiano
- 2024 —  Aromitalia 3T Vaiano

Bastianelli · Biola · Guluma · Laizāne · Leleivytė · Linnell · Martini · Parra · Romei · Sosna · Szybiak